# Carla Juri
Pour les articles homonymes, voir Juri.
Carla Caterina Juri [ˈkarla kataˈriːna ˈjuːri] née le 2 janvier 1985 à Locarno, est une actrice suisse.

## Biographie
Le père de Carla Juri est avocat et sa mère, sculptrice. Elle grandit à Ambrì, un village du canton italophone du Tessin en Suisse.
À l'école, elle joue au hockey sur glace pour l'HC Ambrì-Piotta et continue comme attaquante pour l'équipe suisse féminine de classe A, le Schweizer Meister (de) SC Reinach (de).
De 2005 à 2010, elle étudie le théâtre à Los Angeles et à Londres. Juri commence sa carrière d'actrice par des auditions à Berlin, Londres et Rome.
De 2005 à 2007, Juri est encadrée par Douglas Matranga à Los Angeles. Entre 2007 et 2008, elle participe à l'ensemble du Theatrical Arts Theatre Company à Los Angeles. De 2008 à 2010, Juri suit des cours de théâtre au Actors Centre de Londres.
Carla Juri parle couramment l'allemand, l'italien (langues apprises quand elle était enfant) et l'anglais (appris à l'âge de 15 ans).

### Carrière
La première apparition de Juri au cinéma est dans le court métrage Midday Room. En 2011, elle reçoit le Prix du cinéma suisse dans la catégorie meilleure performance dans un second rôle pour 180° (de) (2010). L'année suivante, elle remporte le prix de la meilleure actrice pour son rôle dans Eine wen iig, dr Dällebach Kari. En 2013, elle est sélectionnée pour recevoir le Shooting Star qui est décerné chaque année à dix jeunes acteurs européens au Festival international du film de Berlin. Elle joue également le rôle principal dans Zones humides (Feuchtgebiete), l'adaptation cinématographique du roman homonyme. C'est sans doute le rôle pour lequel elle est la plus connue. Le roman sur lequel il est basé est un best-seller controversé en Allemagne. Pour se préparer à ce rôle, Juri a porté les vêtements de son personnage, Helen, pendant plusieurs semaines et a vécu quelque temps à Berlin, où vit son personnage. Elle s'est même inscrite incognito en tant qu'étudiante dans un lycée où seul le directeur de l'école savait qu'elle était actrice. Elle apparaît dans Blade Runner 2049 — la suite de Blade Runner — en tant que concepteur de souvenirs implantés pour les réplicants.

## Filmographie partielle

### Cinéma
- 2006 : Midday Room : la mariée
- 2008 : The Space You Leave : Lea
- 2010 : 180° – Wenn deine Welt plötzlich Kopf steht (de) : Esther Grüter
- 2010 : Stationspiraten (de) : Michis Cousine
- 2012 : Jump : Jane
- 2012 : Eine wen iig, dr Dällebach Kari de Xavier Koller : Annemarie Geiser
- 2012 : Questo è mio : Maestra (court métrage)
- 2013 : Zones humides (Feuchtgebiete) de David Wnendt : Helen Memel
- 2013 : Finsterworld : Natalie
- 2013 : Lovely Louise : Junge Louise
- 2014 : Spooky & Linda : Linda
- 2014 : Fossil : Julie
- 2016 : Morris from America : Inka
- 2016 : Paula : Paula Modersohn-Becker
- 2017 : Brimstone de Martin Koolhoven : Elizabeth Brundy
- 2017 : Blade Runner 2049 de Denis Villeneuve : Dr. Ana Stelline
- 2019 : Quand Hitler s'empara du lapin rose (Als Hitler das rosa Kaninchen stahl)
- 2019 : Intrigo : chère Agnès  (Intrigo: Dear Agnes) de Daniel Alfredson : Agnès
- 2020 : Amulet de Romola Garai
- 2020 : Six Minutes to Midnight : Ilse Keller
- 2021 : Walking to Paris de Peter Greenaway : Lucy (en post-production)
- 2022 : Blood de Bradley Rust Gray : Chloe
- City of Alex (en pré-production)

### Télévision
- 2010 : Ho sposato uno sbirro : Ilaria Cantilli
- 2011 : Un passo dal cielo : Nina
- 2012 : Berlin section criminelle : Marie

## Distinctions
- 2011 : Prix du cinéma suisse du meilleur second rôle pour 180° (de)
- 2012 : Prix du cinéma suisse de la meilleure actrice pour Eine wen iig, dr Dällebach Kari